# Divovski armadil
Divovski armadil ili divovski pasanac (Priodontes maximus) je najveća živuća vrsta armadila. (iako je izumrli glyptodonts bio mnogo veći). Obitava na širokom području, većinom u prašumi od Venezuele na sjeveru do sjeverne Argentine na jugu.  
Divovski armadil voli jesi termite i neke mrave te često konzumira cijelu populaciju termitskog humka. Također je poznato da jede crve, ličinke te pauke, zmije te biljke.
Ima od 11 do 13 redova preklopa na oklopu,  te još tri ili četiri na vratu. Tijelo mu je tamno smeđe boje, svjetlije žućkaste na pojasu za trčanje uz strane, te blijedo žuto bijele glave. Ima u prosjeku od 80 do 100 zubi, što je više od bilo koje druge vste sisavaca na zemlji. Oni također imaju iznimno duge prednje šape, treća pandža im je u obliku srpa.
Divovski armadil obično težiti oko 28–32 kg kada je potpuno odrastao, ali poznati su i uzorci teški 54 kg u divljini dok u zatočeništvu primjerci mogu težiti i 80 kg. Tipična duljina vrste je od 75 do 100 cm bez repa koji je dugačak oko 50 cm.
Iako ova vrsta obitava na širokom području smatra se vrlo ugroženom te joj prijeti izumiranje. Divovski armadil zakonom je zaštićen u Kolumbiji, Gvajani, Brazilu, Argentini, Paragvaju, Surinamu i Peruu. Lov za hranu i prodaja na crnom tržištu i dalje se javljaju na cijelom rasponu obitavanja. Zaštićena područja poput Parque das Emasa u Brazilu i Rezervata prirode središnjeg Surinama pomažu u određenoj mjeri ublažiti opasnost od gubitka staništa, ali akcije ciljanog očuvanja populacije su potrebne kako bi se spriječilo daljnje propadanje ove vrste.

## Vanjske poveznice
- Priodontes maximus: informacije. Animal Diversity Web
- Priodontes maximus. UNEP World Conservation Monitoring Centre. Inačica izvorne stranice arhivirana 20. kolovoza 2009. Pristupljeno 21. ožujka 2014.
- Genus Priodontes. MSU.edu